# Карасу (Андижанская область)
Карасу́ (узб. Qorasuv / Қорасув, бывш. Ильичёвск) — город (с 1980) в Андижанской области, в восточной части Узбекистана, граница города примыкает вплотную к узбекско-киргизской государственной границе, непосредственно к киргизскому городу Кара-Суу, два этих города разделяет только ирригационный канал Шахрихансай. Расстояние до областного центра — города Андижан около 50 км. 

## История
Дата основания города неизвестна, но многочисленные археологические находки говорят о том, что данная местность была давно обжита человеком. На территории современного Карасу находятся следующие археологические памятники, входящие в список «Объектов материального культурного наследия Узбекистана республиканского значения», Номозликтепа (II — VIII вв), Куштепа (V — VIII вв), Номсизтепа (I — IV вв), Ёдгорликтепа (III — VI вв).
В 1926 году кишлак Карасу стал центром Курган-Тепинского района в составе Андижанского округа Узбекской ССР. В 1933 году кишлак был переименован в Ворошиловск, соответственно район был также переименован в Ворошиловский район. 15 января 1938 года Ворошиловский район вошёл в состав Ферганской области, а 6 марта 1941 года был передан в новую Андижанскую область.
В 1961 году Ворошиловск был переименован в Ильичёвск, а район соответственно в Ильичёвский. В 1962 году Ильичёвский район был упразднён, посёлок Ильичёвск вошёл в состав Кургатепинского района. В 1980 году Ильичёвск получил статус города.

### В независимом Узбекистане
После получения независимости Узбекистаном, Ильичёвску возвращают историческое название Карасу.

#### Беспорядки в 2005 году
Волнения в Карасу начались 14 мая 2005 года на фоне завершения событий в Андижане, зачинщики беспорядков подожгли отдел милиции, ГАИ и налоговой службы, были захвачены административные здания. Уже 19 мая правительственные силы вошли в город и восстановили контроль над ним, сообщалось о тысяче военнослужащих, принимавших участие в операции. При этом, несмотря на агрессивные заявления лидеров мятежа, восстановление конституционного порядка прошло без применения силы.
12 сентября 2024 года, спустя 14 лет после закрытия, был вновь открыт таможенный пост «Карасу» между Узбекистаном и Кыргызстаном.

## География

### Климат
В Карасу умеренно теплый климат, среднегодовая температура составляет 12.8 °C. Среднегодовая норма осадков - 716 мм.
| Показатель                                                                         | Янв. | Фев. | Март | Апр. | Май  | Июнь | Июль | Авг. | Сен. | Окт. | Нояб. | Дек. |
| ---------------------------------------------------------------------------------- | ---- | ---- | ---- | ---- | ---- | ---- | ---- | ---- | ---- | ---- | ----- | ---- |
| Средний суточный максимум, °C                                                      | 5    | 7,4  | 14,4 | 19,9 | 25   | 30,2 | 33,3 | 32,7 | 28,1 | 20,3 | 12,3  | 5,9  |
| Средняя температура, °C                                                            | −1,5 | 1,1  | 7,8  | 13,5 | 18,5 | 23,3 | 26,3 | 25,6 | 20,7 | 13,2 | 5,8   | −0,5 |
| Средний суточный минимум, °C                                                       | −7,2 | −5,1 | 1,1  | 6,3  | 11   | 14,9 | 17,6 | 17,3 | 12,8 | 6,5  | 0,3   | −5,7 |
| Норма осадков, мм                                                                  | 43   | 61   | 91   | 113  | 103  | 56   | 28   | 20   | 25   | 56   | 62    | 58   |
| Источник: Климатические данные городов по всему миру. Дата обращения: 20 мая 2024. |      |      |      |      |      |      |      |      |      |      |       |      |

## Население
| 1979   | 1989    |
| ------ | ------- |
| 14 701 | ↗19 454 |

## Экономика
Карасувская чулочно-носочная фабрика